# Liste der Biografien/Schei
Liste der Biografien |
Portal Biografien |
Personensuche
# |
A |
B |
C |
D |
E |
F |
G |
H |
I |
J |
K |
L |
M |
N |
O |
P |
Q |
R |
S |
T |
U |
V |
W |
X |
Y |
Z |
?
 
Sa |
Sb |
Sc |
Sd |
Se |
Sf |
Sg |
Sh |
Si |
Sj |
Sk |
Sl |
Sm |
Sn |
So |
Sp |
Sq |
Sr |
Ss |
St |
Su |
Sv |
Sw |
Sy |
Sz
 
Sca–Sce |
Sch |
Sci–Scz
 
Scha |
Schc |
Schd |
Sche |
Schg |
Schi |
Schj |
Schk |
Schl |
Schm |
Schn |
Scho |
Schp |
Schr |
Schs |
Scht |
Schu |
Schv |
Schw |
Schy
 
Scheb |
Schec |
Sched |
Schee |
Schef |
Scheg |
Scheh |
Schei |
Schej |
Schek |
Schel |
Schem |
Schen |
Schep |
Scher |
Sches |
Schet |
Scheu |
Schev |
Schew |
Schex |
Schey
Die Liste der Biografien führt alle Personen auf, die in der deutschsprachigen Wikipedia einen Artikel haben. Dieses ist eine Teilliste mit 479 Einträgen von Personen, deren Namen mit den Buchstaben „Schei“ beginnt.

## Schei
- Schei, Per (1875–1905), norwegischer Geologe und Polarforscher
- Schei, Rønnaug (* 1977), norwegische Skilangläuferin

### Scheib
- Scheib, Asta (* 1939), deutsche Schriftstellerin, Redakteurin und Drehbuchautorin
- Scheib, Christina (* 1985), deutsche Berufskraftfahrerin
- Scheib, Günter (* 1947), deutscher Politiker (SPD) und ehemaliger Bürgermeister der Stadt Hilden
- Scheib, Hans (1905–1957), deutscher Kameramann, überwiegend tätig beim heimischen und spanischen Film
- Scheib, Hans (* 1949), deutscher Bildhauer und Grafiker
- Scheib, Harold A. (1918–1986), US-amerikanischer Filmtechniker und Filmpionier
- Scheib, Jana (* 2000), deutsche Handballspielerin
- Scheib, Julia (* 1998), österreichische SkirennläuferinJulia Scheib (* 1998)

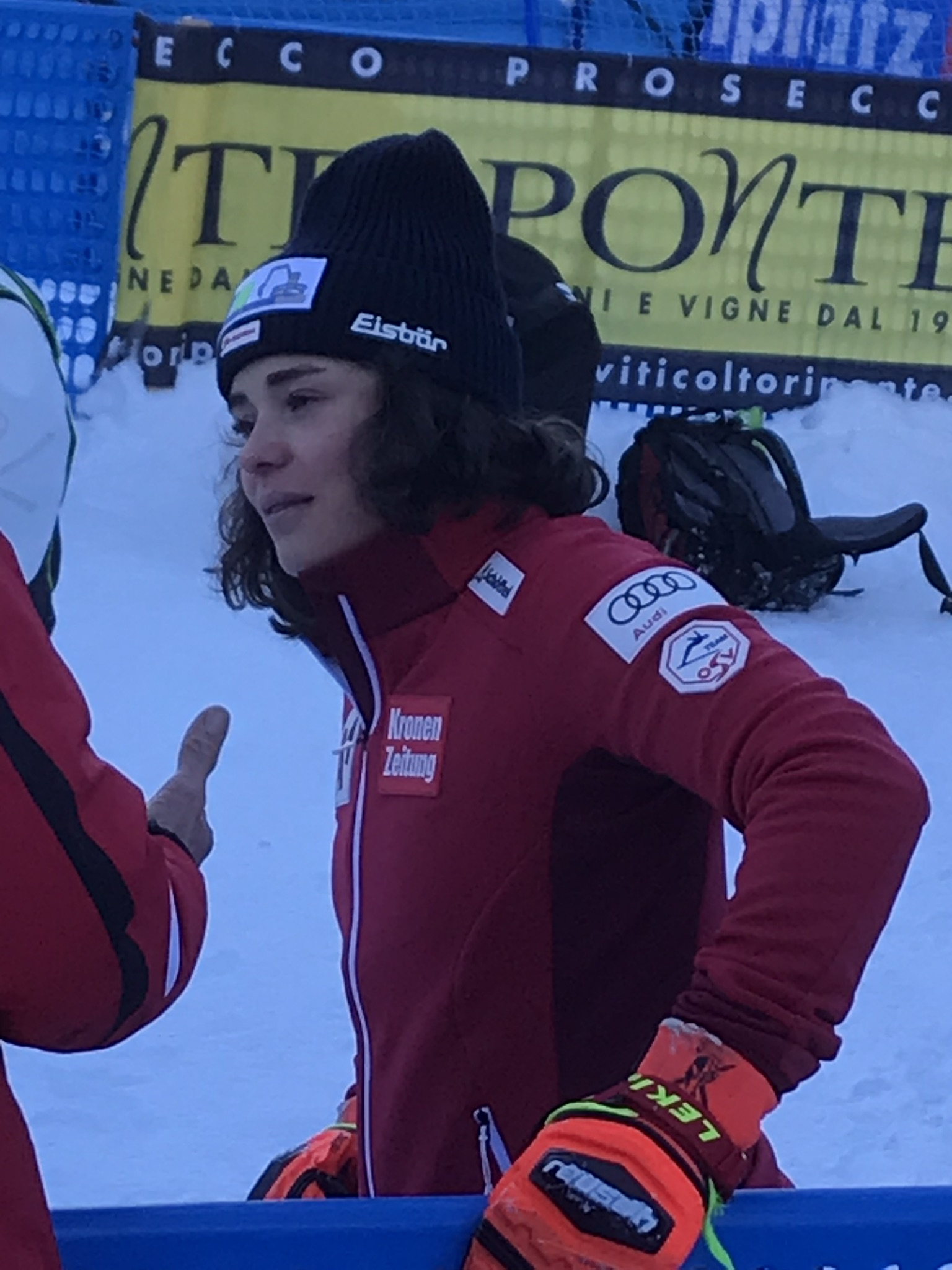
Julia Scheib (* 1998)

- Scheib, Manfred (* 1926), deutscher Soziologe, Autor und politischer Bildungsarbeiter
- Scheib, Miriam (* 1975), deutsche Fußballspielerin
- Scheib, Otto (1893–1965), deutscher Architekt und Stadtplaner
- Scheib, Stefan (* 1965), deutscher Kontrabassist, E-Bassist und Komponist
- Scheib, Wilfried (1922–2009), österreichischer Rundfunkpionier und Hochschullehrer
- Scheiba, Manfred (* 1958), deutscher Fernschachspieler und -funktionär
- Scheibchen, Axel (* 1946), deutscher Hörspielautor und -regisseur
- Scheibe, Adolf (1895–1958), deutscher Physiker, Erfinder und Hochschullehrer
- Scheibe, Albert (1877–1945), deutscher Korvettenkapitän der Kaiserlichen Marine und Autor
- Scheibe, Andreas (* 1951), deutscher Leichtathlet
- Scheibe, Anika (* 1988), deutsches Model
- Scheibe, Arno (1864–1937), deutscher HNO-Arzt sowie Hochschullehrer
- Scheibe, Arnold (1901–1989), deutscher Agrikulturbotaniker, Pflanzenzüchter und Pflanzenbauwissenschaftler
- Scheibe, Auguste (1824–1898), deutsche Schriftstellerin und Übersetzerin
- Scheibe, Edgar (1899–1977), deutscher Gebrauchsgrafiker, Maler der Neuen Sachlichkeit, Dozent und Sachverständiger
- Scheibe, Egon (1908–1997), deutscher Flugzeugkonstrukteur
- Scheibe, Emil (1914–2008), deutscher Maler des existenziellen Realismus
- Scheibe, Erhard (1927–2010), deutscher Wissenschaftsphilosoph und Hochschullehrer
- Scheibe, Ernst (1920–2018), deutscher Rechtsmediziner und Hochschullehrer
- Scheibe, Gerhard (1939–2011), deutscher Bildhauer, Zeichner und bildender Künstler
- Scheibe, Günter (1893–1980), deutscher Chemiker
- Scheibe, Hanna (* 1973), deutsche Schauspielerin
- Scheibe, Harry (1897–1979), deutscher Schriftsetzer, Schriftsteller und Philosoph
- Scheibe, Herbert (1914–1991), deutscher Generaloberst der NVA
- Scheibe, Jan Philip (* 1972), deutscher Künstler
- Scheibe, Jochen (1937–2021), deutscher Sportmediziner und Hochschullehrer
- Scheibe, Johann († 1748), deutscher Orgelbauer
- Scheibe, Johann Adolf (1708–1776), deutsch-dänischer Komponist des Barock
- Scheibe, Jörg (* 1962), deutscher Politiker (BSW), MdL SachsenJörg Scheibe (* 1962)
- Scheibe, Jürgen (* 1968), deutscher Ringer

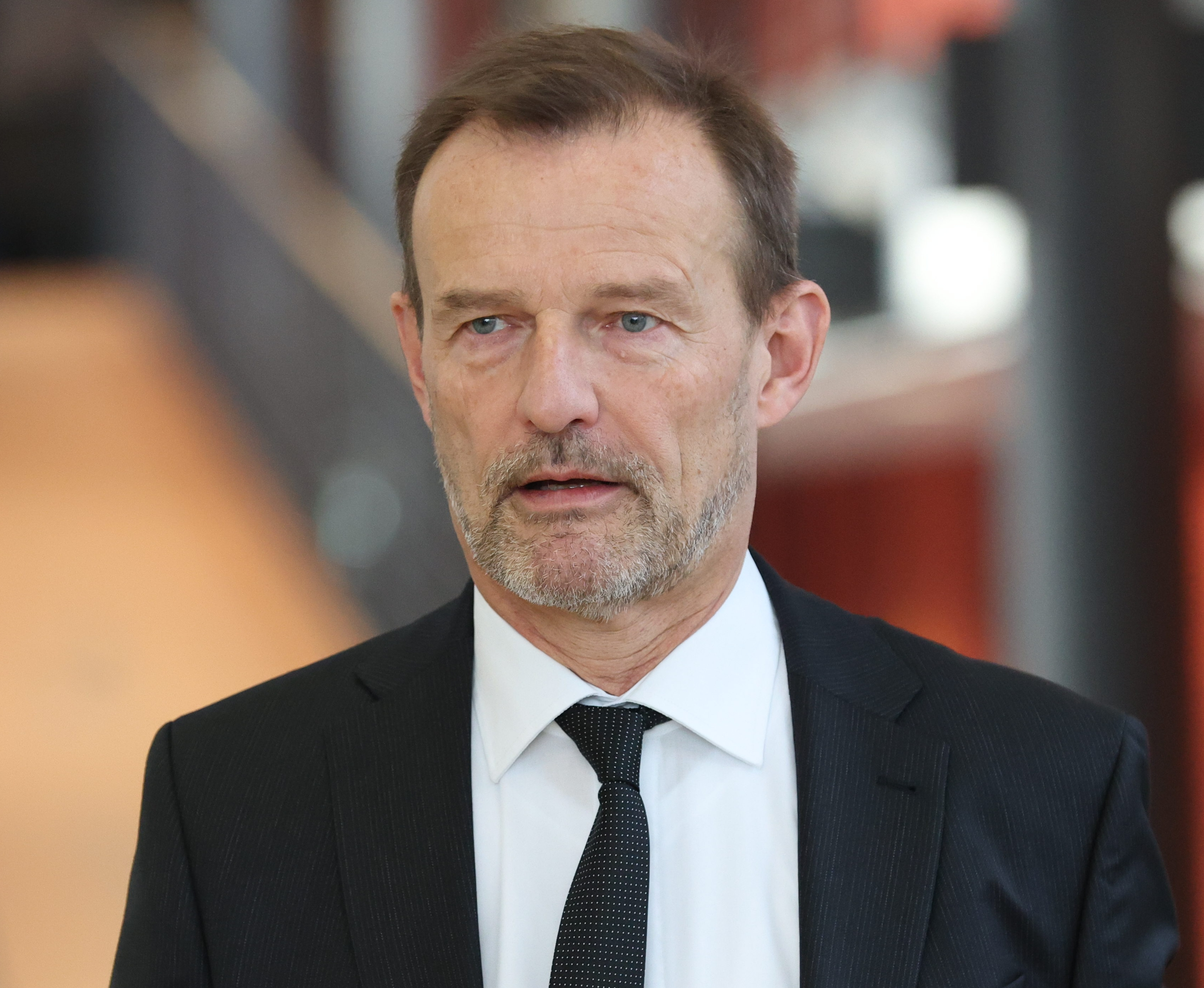
Jörg Scheibe (* 1962)

- Scheibe, Karl (1867–1949), deutscher Lehrer und Konrektor, Lyriker, Herausgeber und Heimatforscher
- Scheibe, Karl Friedrich (1812–1869), deutscher Altphilologe und Schulleiter
- Scheibe, Kurt (1891–1970), deutscher Maler und Grafiker
- Scheibe, Mark (* 1968), deutscher Musiker, Ballettrepetitor, Sänger, Songtexter, Komponist, Arrangeur, Bandleader und Entertainer
- Scheibe, Oskar (1848–1924), preußischer Obergeneralarzt
- Scheibe, Reinhard (* 1943), deutscher Politiker (SPD), MdL
- Scheibe, Renatus (1965–2023), deutscher Schauspieler und Komponist
- Scheibe, Richard (1879–1964), deutscher Bildhauer und Medailleur
- Scheibe, Robert (1859–1923), deutscher Geologe und Mineraloge, Hochschullehrer und Geheimer Bergrat
- Scheibe, Rudolf (1918–2002), deutscher Maler und Bildhauer
- Scheibe, Wolfgang (1906–1993), deutscher Erziehungswissenschaftler
- Scheibe, Wolfgang (1928–2006), deutscher Architekt und Baubeamter
- Scheibein, Wilhelm (1869–1936), österreichischer Politiker (SdP), Abgeordneter zum Nationalrat
- Scheibel, Dieter (* 1950), deutscher Maler und Grafiker
- Scheibel, Georg Friedrich (1858–1943), deutscher Seeoffizier der Kaiserlichen Marine
- Scheibel, Hugo (1884–1971), deutscher Politiker (SPD), Mitglied der Stadtverordnetenversammlung von Groß-Berlin
- Scheibel, Johann Ephraim (1736–1809), deutscher Mathematiker, Physiker und Astronom
- Scheibel, Johann Gottfried (1783–1843), lutherischer Theologe in Deutschland
- Scheibel, Markus, deutscher Orthopäde und Unfallchirurg und Hochschullehrer
- Scheibel, Markus (* 1964), deutscher Fußballschiedsrichter
- Scheibel, Oskar (1881–1953), österreichischer Ingenieur, Käfersammler und Hobby-Entomologe
- Scheibel, Thomas (* 1969), deutscher Biochemiker
- Scheibel, Wolfgang (* 1959), deutscher Jurist, Präsident des Oberlandesgerichts Braunschweig, ehemaliger Staatssekretär des Niedersächsischen Justizministeriums
- Scheibelhuber, Oda (* 1951), hessische Politikerin (CDU)
- Scheibelreiter, Agnes (* 1976), österreichische Opernsängerin (Sopran)
- Scheibelreiter, Ernst (1897–1973), österreichischer Schriftsteller und Dichter
- Scheibelreiter, Georg (* 1943), österreichischer Historiker und Heraldiker
- Scheibelreiter, Philipp (* 1976), österreichischer Rechtswissenschaftler
- Scheibenbogen, Carmen (* 1962), deutsche Hämatoonkologin und Professorin für Immunologie an der Berliner Charité
- Scheibengraf, Heinrich (1910–1996), österreichischer Lehrer und Politiker (SPÖ), Landtagsabgeordneter, Abgeordneter zum Nationalrat, Mitglied des Bundesrates
- Scheibenhart, Peter († 1529), deutscher Theologe und Rektor der Universität Heidelberg
- Scheibenpogen, Johann Michael (1703–1794), Stadtrichter und Bürgermeister der oberösterreichischen Landeshauptstadt Linz
- Scheibenreif, Alois (1906–1975), österreichischer Landwirt und Politiker (CSP, ÖVP), Abgeordneter zum Nationalrat
- Scheibenreif, Herbert (* 1952), österreichischer Musiker, Musikpädagoge, Musikproduzent, Musikmanager und Autor
- Scheibenzuber, Rudolf (1874–1968), deutscher Lehrer, Maler und Illustrator
- Scheiber, Alois (1898–1988), österreichischer Widerstandskämpfer gegen den Nationalsozialismus
- Scheiber, Beate (* 1974), österreichische Politikerin, Landtagsabgeordnete von Tirol
- Scheiber, Florian (* 1987), österreichischer Skirennläufer
- Scheiber, Franz Paul (1853–1921), deutscher Verwaltungsjurist
- Scheiber, Hannah Philomena (* 1991), österreichische Künstlerin
- Scheiber, Hugó (1873–1950), ungarischer Maler
- Scheiber, Johannes (1879–1961), deutscher Chemiker und Hochschullehrer an der Universität Leipzig
- Scheiber, Karl Wolfgang (1921–2012), österreichischer Autor und Politiker
- Scheiber, Maria (* 1961), österreichische Politikerin (Grüne), Landtagsabgeordnete in Tirol
- Scheiber, Mario (* 1983), österreichischer Skirennläufer
- Scheiber, Matthias (* 1946), österreichischer Politiker (ÖVP), Abgeordneter zum Salzburger Landtag
- Scheiber, Oliver (* 1968), österreichischer Jurist und Mitinitiator des AntikorruptionsvolksbegehrensOliver Scheiber (* 1968)

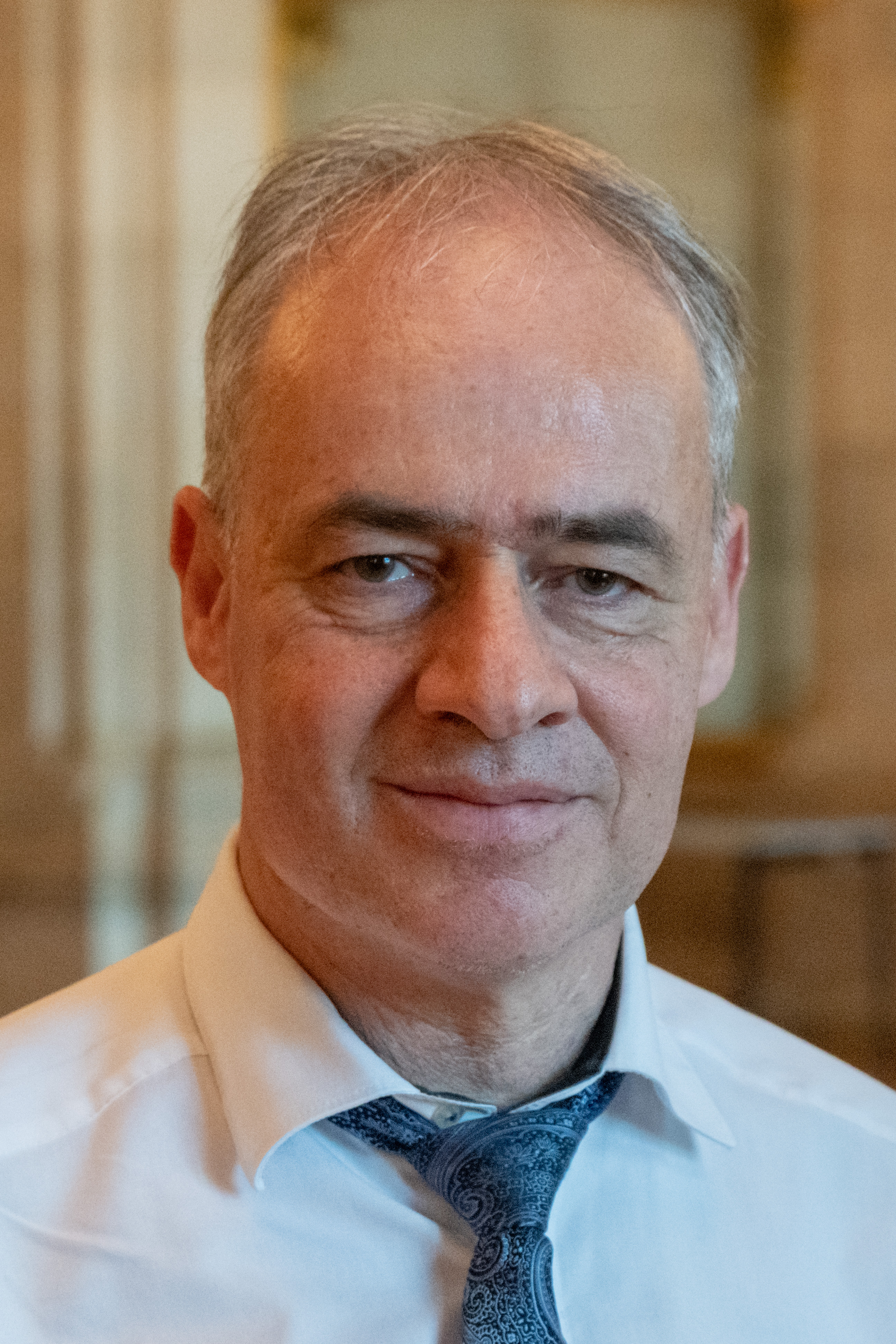
Oliver Scheiber (* 1968)

- Scheiber, Sándor (1913–1985), ungarischer Rabbiner und jüdischer Gelehrter
- Scheibert, Horst (1918–2010), deutscher Offizier und Autor
- Scheibert, Justus (1831–1903), preußischer Ingenieuroffizier, Kriegsberichterstatter
- Scheibert, Karl Gottfried (1803–1898), deutscher Pädagoge
- Scheibert, Peter (1915–1995), deutscher Osteuropahistoriker
- Scheibert, Walter (1889–1944), deutscher Verwaltungsjurist
- Scheibert, Werner (1911–1985), deutscher Ingenieur
- Scheibitz, Thomas (* 1968), deutscher Maler und Bildhauer
- Scheibl, Hubert (* 1952), österreichischer MalerHubert Scheibl (* 1952)

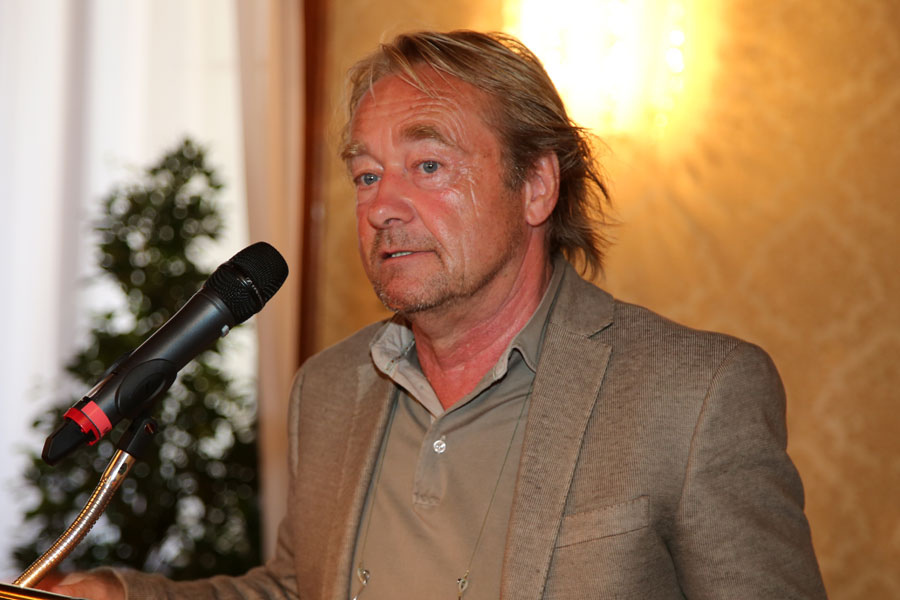
Hubert Scheibl (* 1952)

- Scheibl, Sonja (* 1979), deutsche Trap-Sportschützin
- Scheibl, Stefan (* 1963), deutscher Offizier
- Scheibl, Susanna (1842–1920), österreichische Mundartschriftstellerin
- Scheiblauer, Anne-Christin, deutsche Architektin und Hochschullehrerin
- Scheiblauer, Mimi (1891–1968), Schweizer Rhythmikerin
- Scheiblauer, Oliver (* 1973), österreichischer Koch
- Scheiblberger, Gertraud (* 1966), österreichische Politikerin (ÖVP), Landtagsabgeordnete in Oberösterreich
- Scheible, Hartmut (1942–2018), deutscher Germanist und Biograf
- Scheible, Heinz (* 1931), deutscher Theologe und Philologe (Melanchthon-Forscher)
- Scheible, Johann (1809–1866), deutscher Verleger, Herausgeber und Antiquar
- Scheible, Martin (1873–1954), deutscher Bildhauer und Holzschnitzer
- Scheiblechner, Hartmann (1939–2010), österreichischer Psychologe
- Scheiblecker, Stefan (* 1986), österreichischer Kabarettist und Autor
- Scheiblehner, Gerald (* 1977), österreichischer Fußballspieler und Fußballtrainer
- Scheiblein, Georg (1766–1840), deutscher Geistlicher
- Scheibler, Bernhard Georg von (1724–1786), deutscher Tuchfabrikant
- Scheibler, Bernhard von (1785–1837), preußischer Landrat und belgischer Kommissar für Neutral-Moresnet
- Scheibler, Bernhard von (1825–1888), preußischer Landrat und Friedensrichter
- Scheibler, Carl (1827–1899), deutscher Chemiker
- Scheibler, Carl Johann Heinrich (1852–1920), deutscher Düngemittelfabrikant
- Scheibler, Christoph (1589–1653), deutscher Philosoph und Theologe
- Scheibler, Franz (1898–1960), Schweizer Architekt
- Scheibler, Friedrich von (1777–1824), deutscher Tuchfabrikant
- Scheibler, Hans Carl (1887–1963), deutscher Unternehmer, niederländischer Generalkonsul und Kunstmäzen
- Scheibler, Helmuth (1882–1966), deutscher Chemiker
- Scheibler, Ingeborg (* 1929), deutsche Klassische Archäologin
- Scheibler, Johann (* 1927), deutscher DBD-Funktionär, MdV
- Scheibler, Johann Heinrich (1705–1765), deutscher Tuchfabrikant und Erbauer des Roten Hauses in Monschau
- Scheibler, Johann Heinrich (1777–1837), deutscher Samt- und Seidenfabrikant; Musikakustiker
- Scheibler, Johannes (1628–1689), lutherischer Geistlicher
- Scheibler, Karl Wilhelm (1820–1881), deutscher Unternehmer und Industrieller in ŁódźKarl Wilhelm Scheibler (1820–1881)

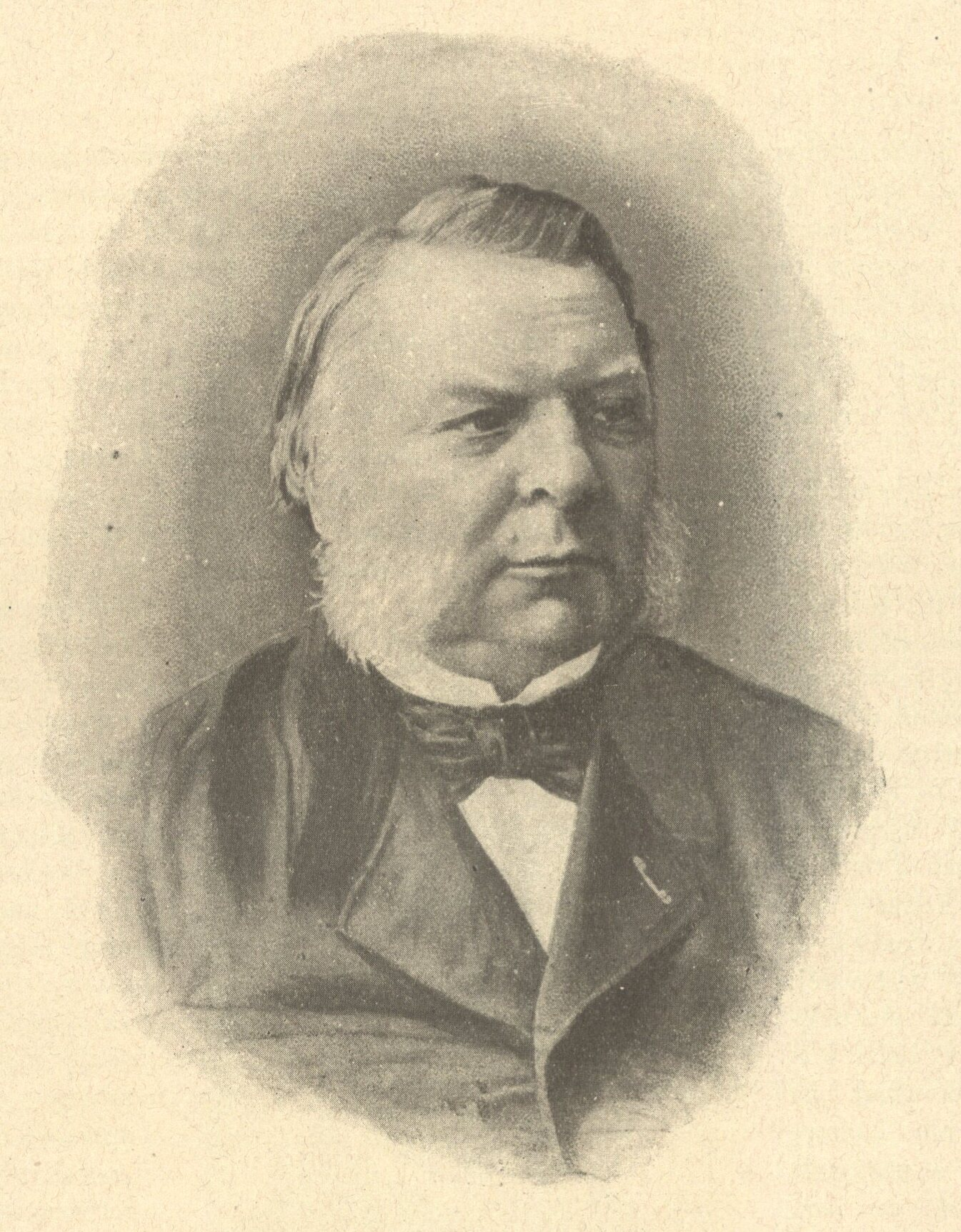
Karl Wilhelm Scheibler (1820–1881)

- Scheibler, Karl Wilhelm von (1772–1843), deutscher Soldat in österreichischen Diensten im Range eines Feldmarschallleutnant sowie Festungskommandant von Josefstadt
- Scheibler, Leopold (1799–1881), deutscher Speditions- und Transportunternehmer
- Scheibler, Ludwig (1848–1921), deutscher Kunsthistoriker
- Scheibler, Maximilian Friedrich (1759–1840), deutscher evangelisch-lutherischer Geistlicher
- Scheibler, Rudolf von (1857–1934), preußischer Landrat des Kreises Heinsberg
- Scheibler, Sophie Wilhelmine, deutsche Kochbuchautorin
- Scheibler, Susanne (1936–2003), deutsche Schriftstellerin
- Scheibler, Torsten (* 1971), deutscher Sumōringer
- Scheibler, Walter (1880–1965), deutscher Landrat, Bürgermeister von Monschau und Lokalhistoriker
- Scheibli, Heinrich (1868–1932), Schweizer Unternehmer
- Scheibli, Niklaus (* 1962), Schweizer Schauspieler
- Scheibli, René (1936–2010), Schweizer Schauspieler
- Scheiblich, Christine (* 1954), deutsche Ruderin
- Scheiblich, Horst (1921–1993), deutscher Politiker (LDP, FDP, CDU), MdA
- Scheiblich, Jens (1942–2010), deutscher Schauspieler
- Scheiblin, Anton (1894–1967), österreichischer Lehrer und Politiker (SPÖ), Abgeordneter zum Nationalrat
- Scheibling, Christoph (* 1969), deutscher Offizier und Kapellmeister
- Scheibmaier, Anton (1818–1893), deutscher Maler und Pädagoge
- Scheibmayr, Erich (1918–2009), deutscher Autor und Friedhofsexperte
- Scheibner, Erich (1889–1968), deutscher Politiker (NSDAP), MdR
- Scheibner, Gerhard (1912–1994), deutscher Altphilologe und Übersetzer
- Scheibner, Hans (1936–2022), deutscher KabarettistHans Scheibner (1936–2022)

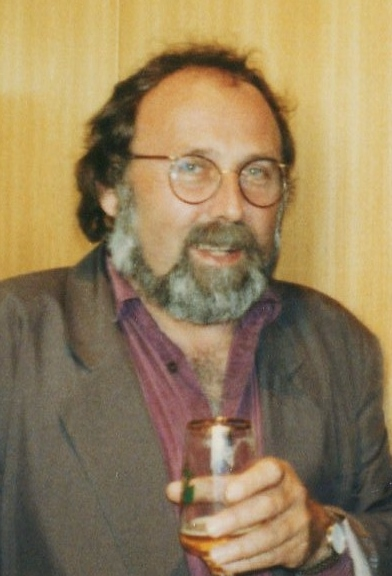
Hans Scheibner (1936–2022)

- Scheibner, Hans (* 1939), deutscher Radrennsportler (DDR)
- Scheibner, Herbert (* 1963), österreichischer Politiker (FPÖ, BZÖ), Abgeordneter zum Nationalrat
- Scheibner, Johann August (1810–1888), deutscher Politiker, MdL (Königreich Sachsen)
- Scheibner, Kurt (1926–2018), deutscher Leichtathletiktrainer, Hochschullehrer
- Scheibner, Lars (* 1976), deutscher Tänzer und Choreograf
- Scheibner, Nikolaus (* 1976), österreichischer Schriftsteller
- Scheibner, Otto (1877–1961), deutscher Reformpädagoge
- Scheibner, Peter (1946–1990), deutscher Boxer
- Scheibner, Peter (* 1959), deutscher Radsportler und nationaler Meister im Radsport
- Scheibner, Werner (1899–1999), deutscher Politiker (NSDAP), MdR
- Scheibner, Wilhelm (1826–1908), deutscher Mathematiker
- Scheibsta (* 1986), österreichischer Rapper

### Scheic
- Scheich Adi II. († 1221), dritter Anführer des Adawiyya-Ordens
- Scheich Haidar († 1488), Sohn des Sektenführers Scheich Dschunaid
- Scheich Hasan (1195–1246), Jesid
- Scheich Ibrahim Safavi († 1447), vierter Führer des Safawiyya-Ordens
- Scheich Mand, heilige Person der Jesiden
- Scheich Mansur (1760–1794), muslimischer Führer der Tschetschenen und von Teilen der Berg-DagestanerScheich Mansur (1760–1794)
- Scheich Sahr, Jesid

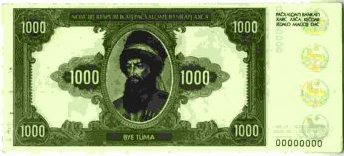
Scheich Mansur (1760–1794)

- Scheich Scharaf ad-Din (* 1215), Jesid
- Scheich Ubeydallah, kurdischer Scheich des Naqschbandiordens
- Scheich, Elvira (* 1953), deutsche Politologin
- Scheich, Günter (* 1956), deutscher Psychotherapeut und Schriftsteller
- Scheich, Henning (1942–2025), deutscher Gehirnforscher und Naturkundler
- Scheich, Hussein al- (* 1960), palästinensischer Politiker
- Scheich, Manfred (1933–2020), österreichischer Diplomat
- Scheich, Stefan (* 1977), deutscher Drehbuchautor und Kameramann
- Scheichelbauer, Bernhard (1890–1969), österreichischer Freimaurer und Autor
- Scheicher, Giselher (* 1960), deutscher Künstler
- Scheicher, Hans W. (1931–2016), deutscher Journalist
- Scheicher, Josef (1842–1924), österreichischer Geistlicher und Politiker (CS), Landtagsabgeordneter
- Scheicher, Leonard (* 1992), deutscher SchauspielerLeonard Scheicher (* 1992)

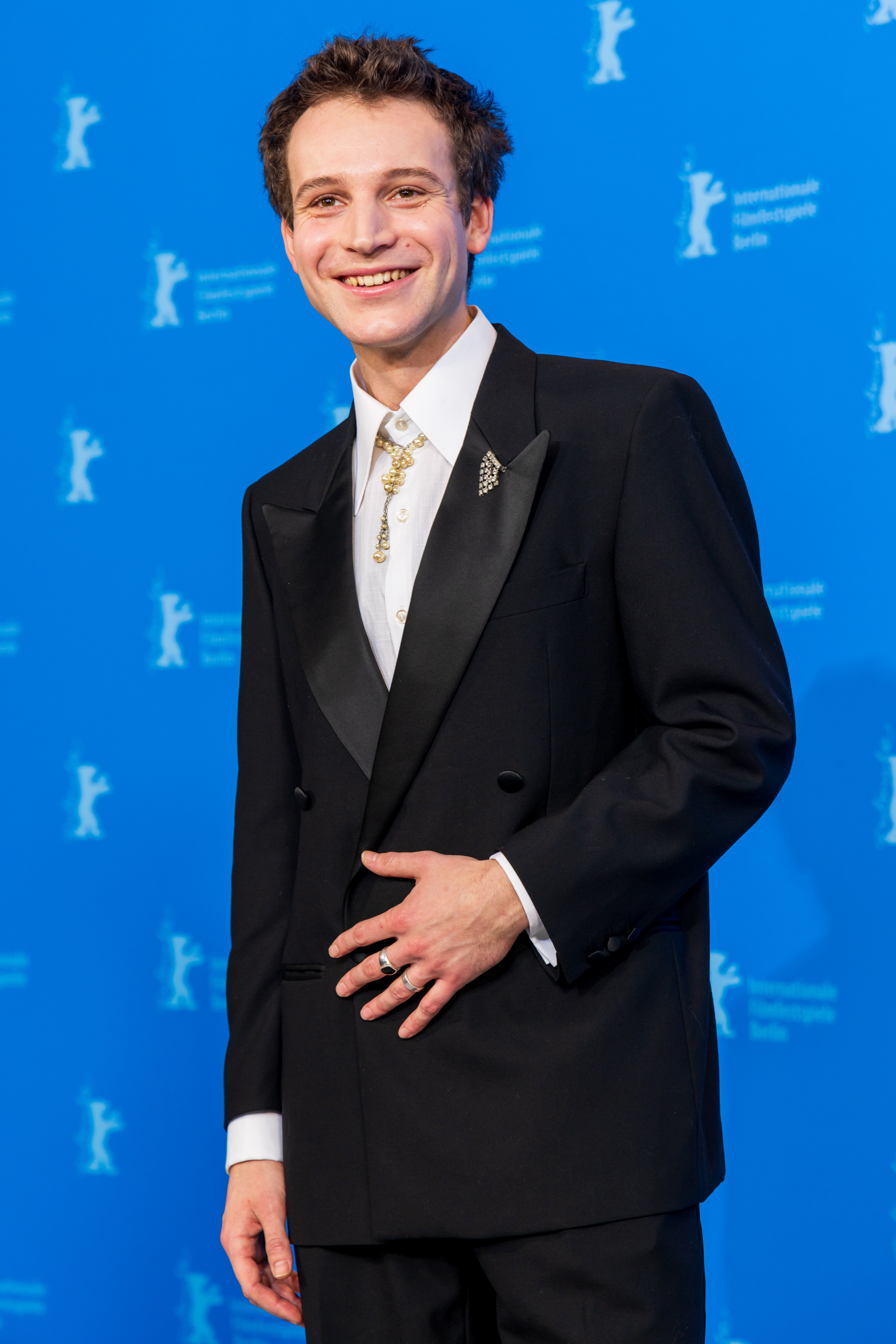
Leonard Scheicher (* 1992)

- Scheicher, Ursula (1936–2021), deutsche Fernsehjournalistin, Reporterin und Kinobetreiberin
- Scheichl, Sigurd Paul (* 1942), österreichischer Literaturwissenschaftler und Sprachwissenschaftler
- Scheicht, Jutta (* 1953), deutsche Politikerin (CDU), MdL
- Scheickl, Elisabeth (* 1932), österreichische Schauspielerin
- Scheickl, Michael (* 1957), österreichischer Komponist, Produzent und Chansonsänger

### Scheid
- Scheid genannt Weschpfennig, Johann Bertram von (1580–1662), Amtmann, Direktor des bergischen Landtages und Obersthofmeister
- Scheid genannt Weschpfennig, Wilhelm von († 1611), Hofpfalzgraf und Amtmann des Amtes Solingen und Burg sowie des Amtes Beyenburg
- Scheid, Cássio (* 1994), brasilianischer Fußballspieler
- Scheid, David (* 1983), österreichischer Kabarettist, Schauspieler und DJDavid Scheid (* 1983)

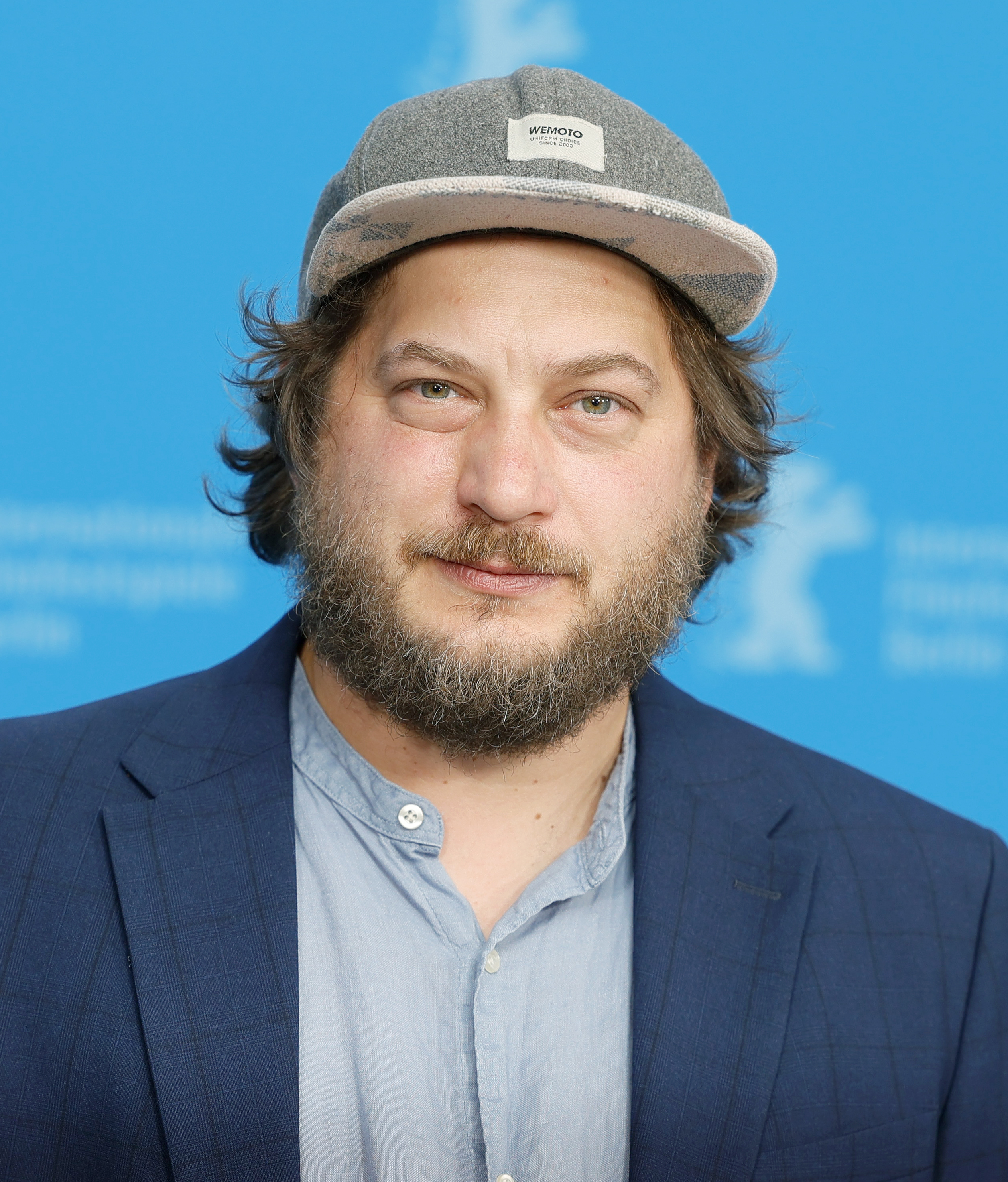
David Scheid (* 1983)

- Scheid, Erich (1915–1997), deutscher Politiker (SPD)
- Scheid, Eusébio (1932–2021), brasilianischer Ordensgeistlicher, römisch-katholischer Erzbischof von Rio de Janeiro
- Scheid, Georg Adam (1838–1921), österreichischer Unternehmer
- Scheid, Harald (* 1939), deutscher Mathematiker
- Scheid, Jakob (* 1966), österreichischer Künstler
- Scheid, Johann (1925–2008), deutscher Ingenieur, Handwerksfunktionär und Senator (Bayern)
- Scheid, John (* 1946), französischer Alt- und Religionshistoriker, Hochschullehrer
- Scheid, Karl Friedrich (1906–1945), deutscher Psychiater und Neurologe
- Scheid, Richard (1879–1962), deutscher Autor, Gewerkschafter, Politiker der USPD
- Scheid, Sebastian (* 1962), deutscher Keramiker
- Scheid, Uwe (1944–2000), deutscher Fotosammler
- Scheid, Volker (* 1959), deutscher Sportwissenschaftler
- Scheid, Werner (1909–1987), deutscher Neurologe und Psychiater
- Scheid, Willi Max (1889–1932), deutscher Architekt, Gebrauchsgrafiker und Hochschullehrer
- Scheid, Wolfgang (1942–2009), deutscher Fußballtorwart
- Scheide, Carmen (* 1965), deutsche Historikerin
- Scheide, Ralph (* 1951), österreichischer Diplomat
- Scheide, Rudolf (1908–1981), deutscher SS-Führer
- Scheide, William H. (1914–2014), US-amerikanischer Musikwissenschaftler und Mäzen
- Scheidecker, Kerstin, deutsche Journalistin und Pressesprecherin
- Scheidegger, Adrian (1925–2014), schweizerisch-österreichischer Geophysiker und Hochschullehrer
- Scheidegger, Buddha (1940–2020), Schweizer Jazzmusiker und Jurist
- Scheidegger, Ernst (1923–2016), Schweizer Fotograf, Maler und VerlegerErnst Scheidegger (1923–2016)

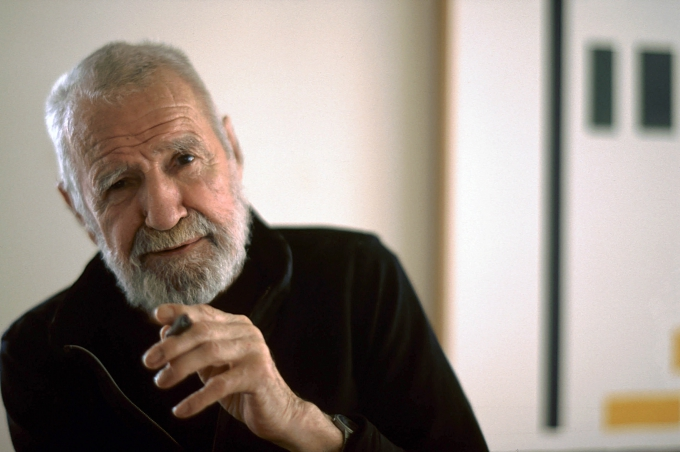
Ernst Scheidegger (1923–2016)

- Scheidegger, Fere (* 1951), Schweizer Musiker (Gitarre, auch Mundharmonika, Gesang)
- Scheidegger, Gaby (* 1960), Schweizer Skilangläuferin
- Scheidegger, Jakob (1845–1925), Schweizer Schuhfabrikant, Verbandspolitiker und Nationalrat
- Scheidegger, Jonas (* 1981), Schweizer Maler und Plastiker
- Scheidegger, Joseph (1929–2012), Schweizer Schauspieler, Film- und Hörspielregisseur, Dramaturg und Drehbuchautor
- Scheidegger, Margrit (* 1990), Schweizer Unihockeyspielerin
- Scheidegger, Mats (* 1963), Schweizer klassischer Gitarrist
- Scheidegger, Rudolf (* 1942), Schweizer Organist und Cembalist
- Scheidegger, Salome (* 1987), Schweizer Pianistin, Komponistin, Musikproduzentin und Performancekünstlerin
- Scheidegger, Sarina (* 1985), schweizerische Performancekünstlerin
- Scheidegger, Ueli (* 1938), Schweizer Skispringer
- Scheidegger, Yannick (* 2001), Schweizer Fussballspieler
- Scheidel, Elisabeth (1883–1987), deutsche Pädagogin und Widerstandskämpferin gegen den Nationalsozialismus
- Scheidel, Klaus (1970–2011), deutscher Bogenschütze
- Scheidel, Ulrike (1886–1945), deutsche Politikerin (DNVP), MdR
- Scheidel, Walter (* 1966), österreichischer AlthistorikerWalter Scheidel (* 1966)

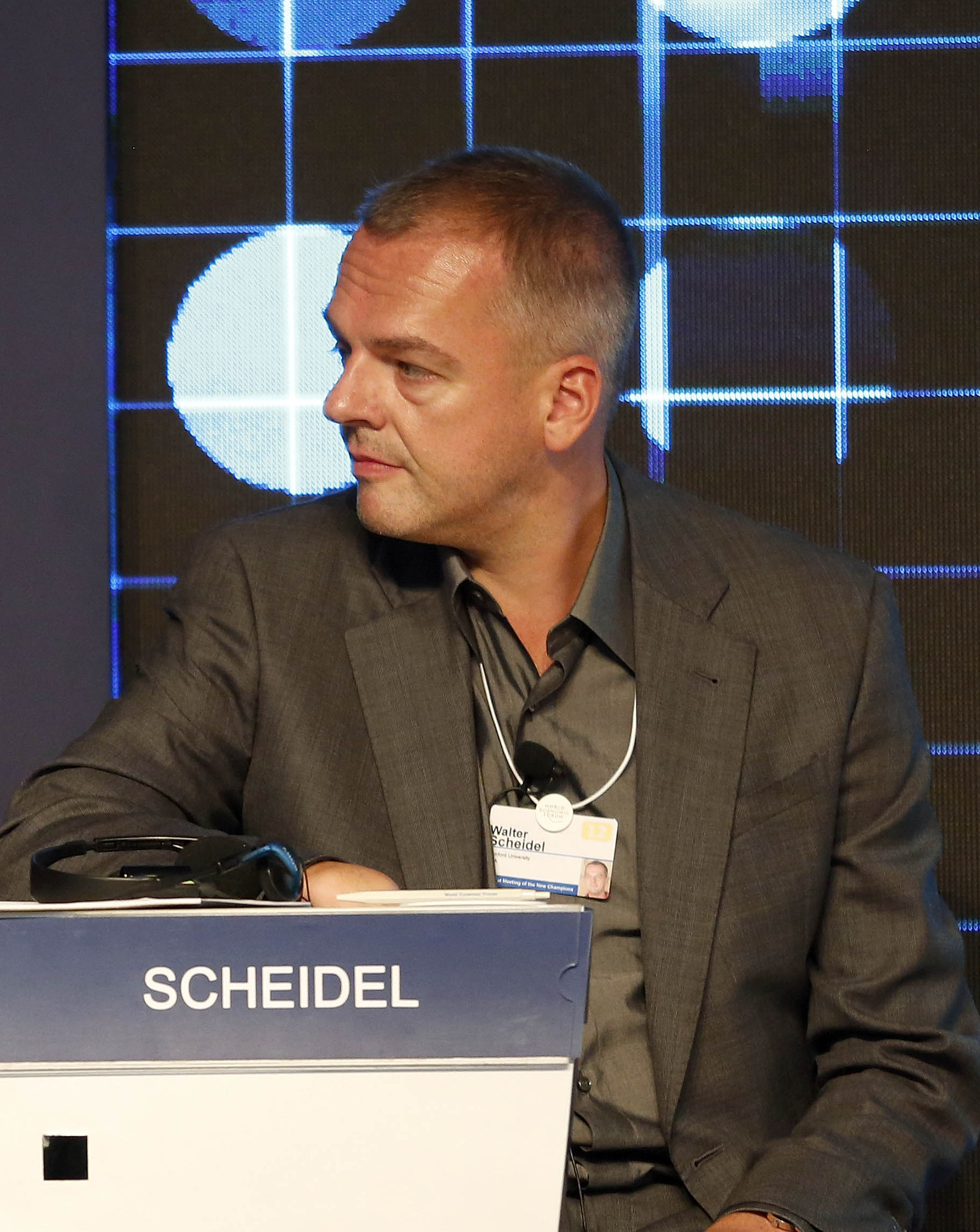
Walter Scheidel (* 1966)

- Scheidel, Wolfgang (* 1943), deutscher Rennrodler
- Scheideler, Ullrich (* 1964), deutscher Musikwissenschaftler
- Scheideman, Sergei Michailowitsch (1857–1922), kaiserlich russischer Offizier, General der Kavallerie, Armeeführer im Ersten Weltkrieg
- Scheidemandel, Walter (1894–1987), deutscher Maler
- Scheidemann, Alfred (1905–1972), deutscher Kaufmann, Vorsitzender des Landesverbandes der Jüdischen Gemeinden in Mecklenburg
- Scheidemann, Heinrich († 1663), deutscher Komponist
- Scheidemann, Philipp (1865–1939), deutscher Politiker (SPD), MdRPhilipp Scheidemann (1865–1939)

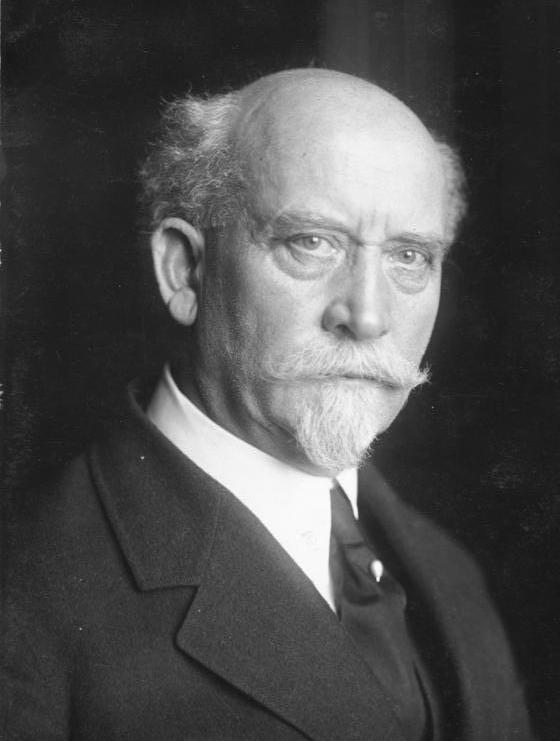
Philipp Scheidemann (1865–1939)

- Scheidemann, Uwe (* 1965), deutscher Basketballtrainer
- Scheidemantel, Eduard (1862–1945), deutscher Germanist
- Scheidemantel, Friedrich Christian Gottlieb (1735–1796), deutscher Landarzt und Hofmediziner
- Scheidemantel, Heinrich Gottfried (1739–1788), Rechtswissenschaftler und Hochschullehrer
- Scheidemantel, Hermann (1872–1935), deutscher Philosoph und Autor
- Scheidemantel, Johann Jakob (1734–1777), erster lutherischer Pfarrer in Zaleszczyki und in Warschau
- Scheidemantel, Julius Friedrich (1806–1891), deutscher Jurist und Mitglied der Bayerischen Abgeordnetenkammer
- Scheidemantel, Karl (1859–1923), deutscher Opernsänger (Bariton), -regisseur und -direktor
- Scheider, Brenda Siemer (* 1948), US-amerikanische Schauspielerin und Model
- Scheider, Christian (* 1964), österreichischer Politiker (Team Kärnten); Bürgermeister von Klagenfurt, Landtagsabgeordneter
- Scheider, Cynthia, US-amerikanische Filmeditorin
- Scheider, Dennis (1977–2025), deutscher Gitarrist, Songwriter und Musikproduzent
- Scheider, Franz (1913–1944), deutscher Widerstandskämpfer, KPD-Mitglied und NS-Opfer
- Scheider, Fritz, deutscher Wasserballspieler
- Scheider, Rolf (* 1956), deutscher Casting Director und Entertainer
- Scheider, Roy (1932–2008), US-amerikanischer SchauspielerRoy Scheider (1932–2008)

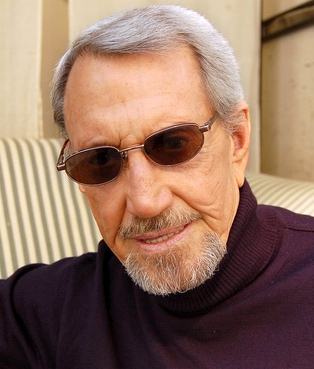
Roy Scheider (1932–2008)

- Scheider, Stefan (* 1962), deutscher Journalist und Moderator
- Scheider, Timo (* 1978), deutscher Automobilrennfahrer
- Scheider, Wolf-Henning (* 1962), deutscher Manager
- Scheiderbauer, Jörg (* 1977), deutsch-österreichischer Mountainbiker
- Scheiderbauer, Tomi (* 1961), österreichischer Foto-, Grafik-, Kontext-Künstler, Kurator und Produzent
- Scheidereit, Max (1899–1967), Gewerkschafter und Politiker (KPD), MdL
- Scheidgen, August (1866–1951), deutscher Architekt
- Scheidgen, Helmut (1938–2022), deutscher Journalist und Redakteur des Saarländischen Rundfunks
- Scheidgen, Hermann-Josef (* 1957), deutscher Theologe und Historiker
- Scheidgen, Johann (1864–1935), deutscher Architekt
- Scheidgen, Otto (1893–1977), deutscher Architekt und Denkmalpfleger
- Scheidhauer, Heinz (1912–2006), deutscher Testpilot bei Horten
- Scheidhauer, Kevin (* 1992), deutscher FußballspielerKevin Scheidhauer (* 1992)

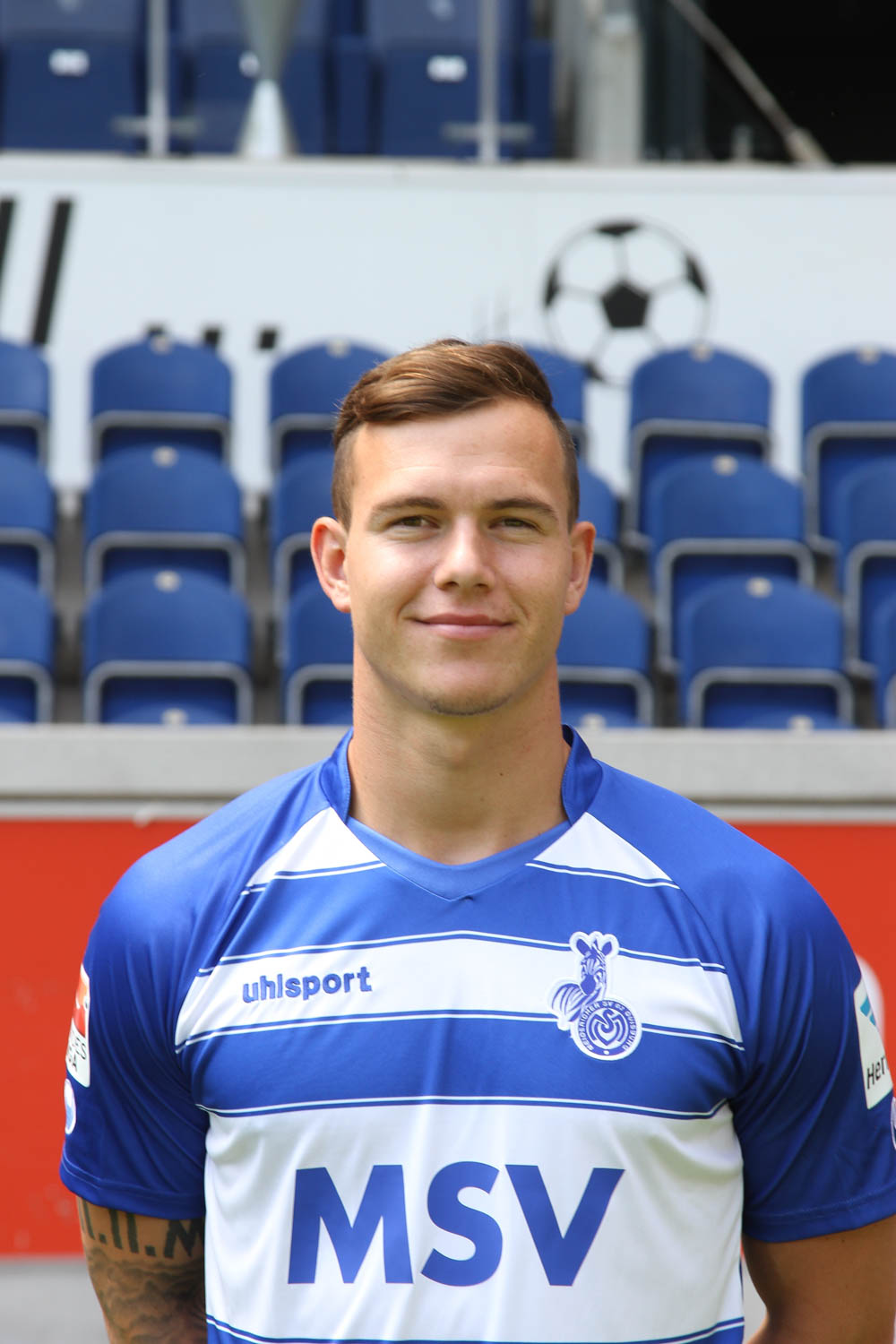
Kevin Scheidhauer (* 1992)

- Scheidhauer, Ralf (* 1981), deutscher Rennfahrer
- Scheidhauer, Raoul (* 1977), deutscher Basketballtrainer
- Scheidhauer, Reiner (* 1954), deutscher Motorradrennfahrer
- Scheidhauer, Willi (1924–2012), deutscher Motorradrennfahrer und Unternehmer
- Scheidies, Franz (1890–1942), deutscher Generalmajor im Zweiten Weltkrieg
- Scheidig, Alfred, deutscher Ingenieur für Geotechnik
- Scheidig, Dieter (* 1965), deutscher Diplom-Museologe und Autor
- Scheidig, Tim (* 1989), deutscher Maskenbildner
- Scheidig, Walther (1902–1977), deutscher Kunsthistoriker
- Scheidiger, Jannis (* 2002), Schweizer Handballnationalspieler
- Scheiding, Johan Christoffer von (1634–1685), schwedischer Statthalter in Estland
- Scheiding, Philipp von (1578–1646), schwedischer Statthalter in Estland
- Scheidius, Everard (1742–1794), niederländischer reformierter Theologe, Philologe und Orientalist
- Scheidl, Franz (1913–1996), österreichischer Politiker (SPÖ), Landtagsabgeordneter
- Scheidl, Franz Josef (1890–1971), österreichischer Holocaustleugner
- Scheidl, Gerda Marie (1913–2005), deutsche Kinderbuchautorin
- Scheidl, Josef (1907–1985), österreichischer Politiker (ÖVP), Mitglied des Bundesrates
- Scheidl, Karl (* 1929), deutscher Wirtschaftswissenschaftler
- Scheidl, Michael (* 1954), österreichischer Theaterregisseur und Schauspieler
- Scheidl, Rudolf (* 1953), österreichischer Wissenschafter und Hochschullehrer
- Scheidl, Theodor (1880–1959), österreichischer Bariton, Schwimmer, Hochspringer, Weitspringer und Diskuswerfer
- Scheidleder, Hermann (* 1949), österreichischer Schauspieler
- Scheidlein, Georg von (1747–1826), österreichischer Rechtswissenschaftler
- Scheidler, Christian Gottlieb (1747–1829), deutscher Musiker und Komponist
- Scheidler, Fabian (* 1968), deutscher Autor und Dramaturg
- Scheidler, Karl Hermann (1795–1866), deutscher Philosoph und Staatswissenschaftler
- Scheidler, Monika (* 1962), deutsche römisch-katholische Theologin
- Scheidler, Penelope (* 1996), österreichische Zirkusartistin und Tänzerin
- Scheidlin, Friedrich Carl von (1822–1913), österreichischer Maler, Aquarellist und Zeichner
- Scheidt genannt Weschpfennig, Johann von († 1585), bergischer Schützenmeister und Amtmann von Porz
- Scheidt genannt Weschpfennig, Peter von († 1593), Abt des Klosters Springiersbach
- Scheidt, Adam (1854–1933), deutschamerikanischer Brauer, Inhaber der C. & A. Scheidt Company
- Scheidt, Adolf (1870–1947), preußischer Staatssekretär für Volkswohlfahrt
- Scheidt, Adolf (1930–2018), deutscher Fußballspieler
- Scheidt, Balthasar (1614–1670), deutscher Hebraist, evangelisch-lutherischer Theologe und Hochschullehrer
- Scheidt, Carl Eduard (* 1954), deutscher Psychosomatiker, Psychiater, Psychoanalytiker, Psychotherapeut, Philosoph und Hochschullehrer
- Scheidt, Caspar († 1565), Dichter
- Scheidt, Christian Ludwig (1709–1761), deutscher Dichter und Rechtswissenschaftler
- Scheidt, Edward (* 1939), US-amerikanischer Direktor des Central Intelligence Agency (CIA) Cryptographic Center
- Scheidt, Erhard August (1865–1929), deutscher Fabrikant und Politiker
- Scheidt, Gintarė (* 1982), litauische Seglerin
- Scheidt, Gustav Adolf (1827–1908), deutscher Unternehmer
- Scheidt, Hans-Wilhelm (* 1907), deutscher Nationalsozialist
- Scheidt, Hilde (* 1950), deutsche Kommunalpolitikerin von Bündnis 90/Die Grünen und amtierende Bürgermeisterin der Stadt Aachen
- Scheidt, Holger (* 1979), deutscher Jazzmusiker (Kontrabass, Komposition)
- Scheidt, Johann Wilhelm (1877–1954), deutscher Fabrikant und Ehrenbürger der Stadt Kettwig
- Scheidt, Johannes (1737–1824), deutscher Bauer, Bürgermeister und Politiker
- Scheidt, Julius (1813–1874), deutscher Fabrikant und Politiker
- Scheidt, Jürgen vom (* 1940), deutscher Schriftsteller, Psychologe und Schreibtrainer
- Scheidt, Martin, deutscher Polizist, Schauspieler und Autor
- Scheidt, Maurus vom (* 1973), deutscher Regisseur und Drehbuchautor
- Scheidt, Maximilian (* 1988), deutscher Schauspieler
- Scheidt, Paula (* 1982), deutsch-schweizerische Journalistin
- Scheidt, Rafael (* 1976), brasilianischer und deutscher Fußballspieler
- Scheidt, Robert (* 1973), brasilianischer Segelsportler
- Scheidt, Samuel († 1654), deutscher Komponist, Organist und HofkapellmeisterSamuel Scheidt († 1654)

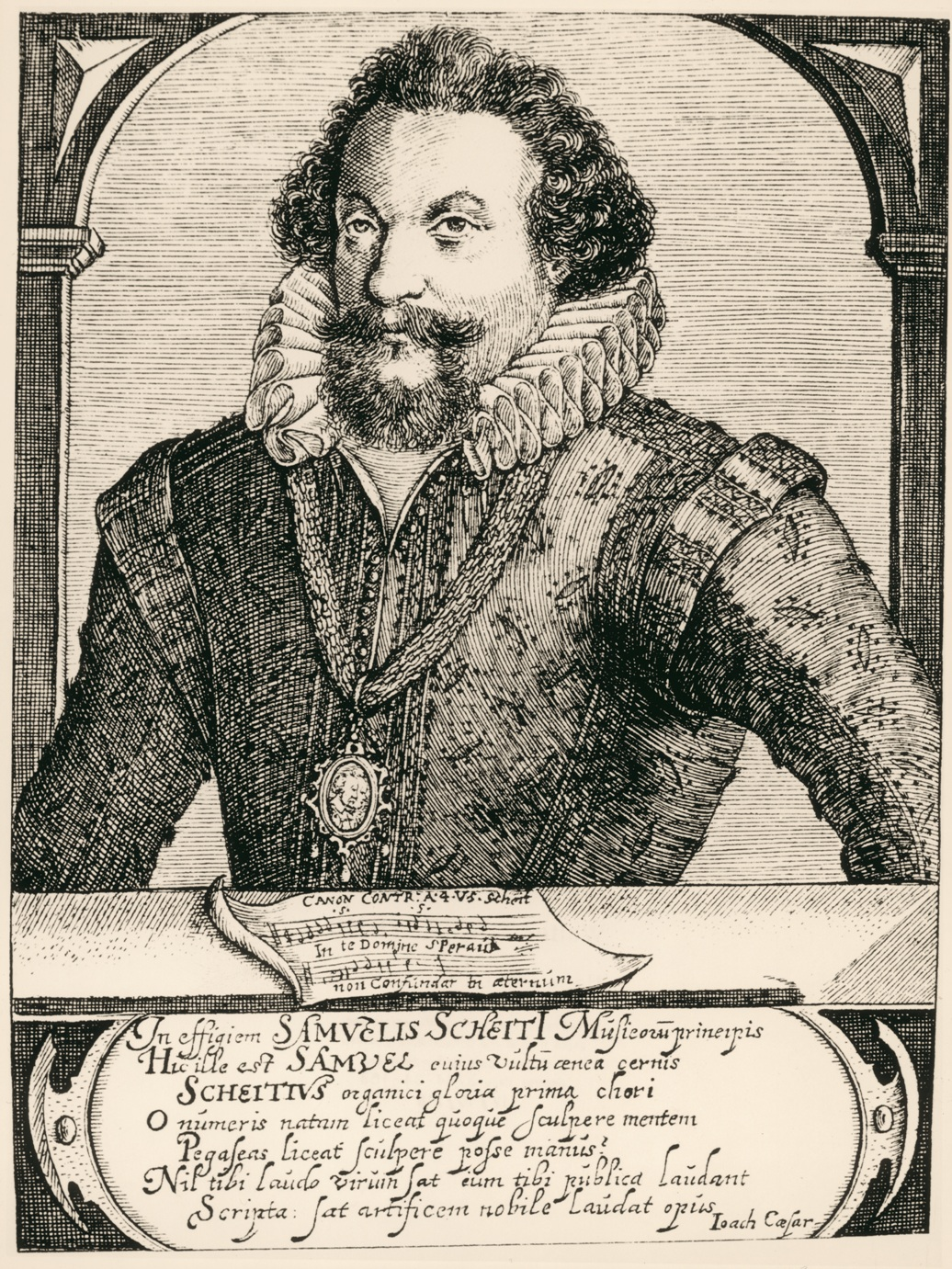
Samuel Scheidt († 1654)

- Scheidt, Selma vom (1874–1959), deutsche Opernsängerin
- Scheidt, Walter (1895–1976), deutscher Eugeniker und Anthropologe
- Scheidt, Werner vom (1894–1984), deutscher Maler und Grafiker
- Scheidt, Wilhelm (1838–1896), deutscher Fabrikant und Politiker (NLP)
- Scheidtweiler, Thomas (* 1964), deutscher Agraringenieur und Wissenschaftsmanager
- Scheidung, Tom Michael (* 1975), deutscher Jurist und politischer Beamter
- Scheidweiler, Felix (1886–1958), deutscher Klassischer Philologe
- Scheidweiler, Johannes (* 1999), deutscher Schauspieler, Hörspiel-, Off- und Synchronsprecher
- Scheidweiler, Mike (* 1981), luxemburgischer Tennisspieler

### Scheie
- Scheie, Frode (* 1967), norwegischer Handballtrainer und Handballspieler
- Scheie, Terje, norwegischer Skeletonsportler
- Scheier, Claus-Artur (* 1942), deutscher Philosoph
- Scheier, Ronny (* 1981), luxemburgischer Eishockeyspieler
- Scheier-Herold, Charlotte (1900–1969), deutsche Schauspielerin und Synchronsprecherin
- Scheiermann, Alexander (* 1967), russischer lutherischer Geistlicher und Bischof

### Scheif
- Scheifele, Bernd (* 1958), deutscher Jurist und ManagerBernd Scheifele (* 1958)

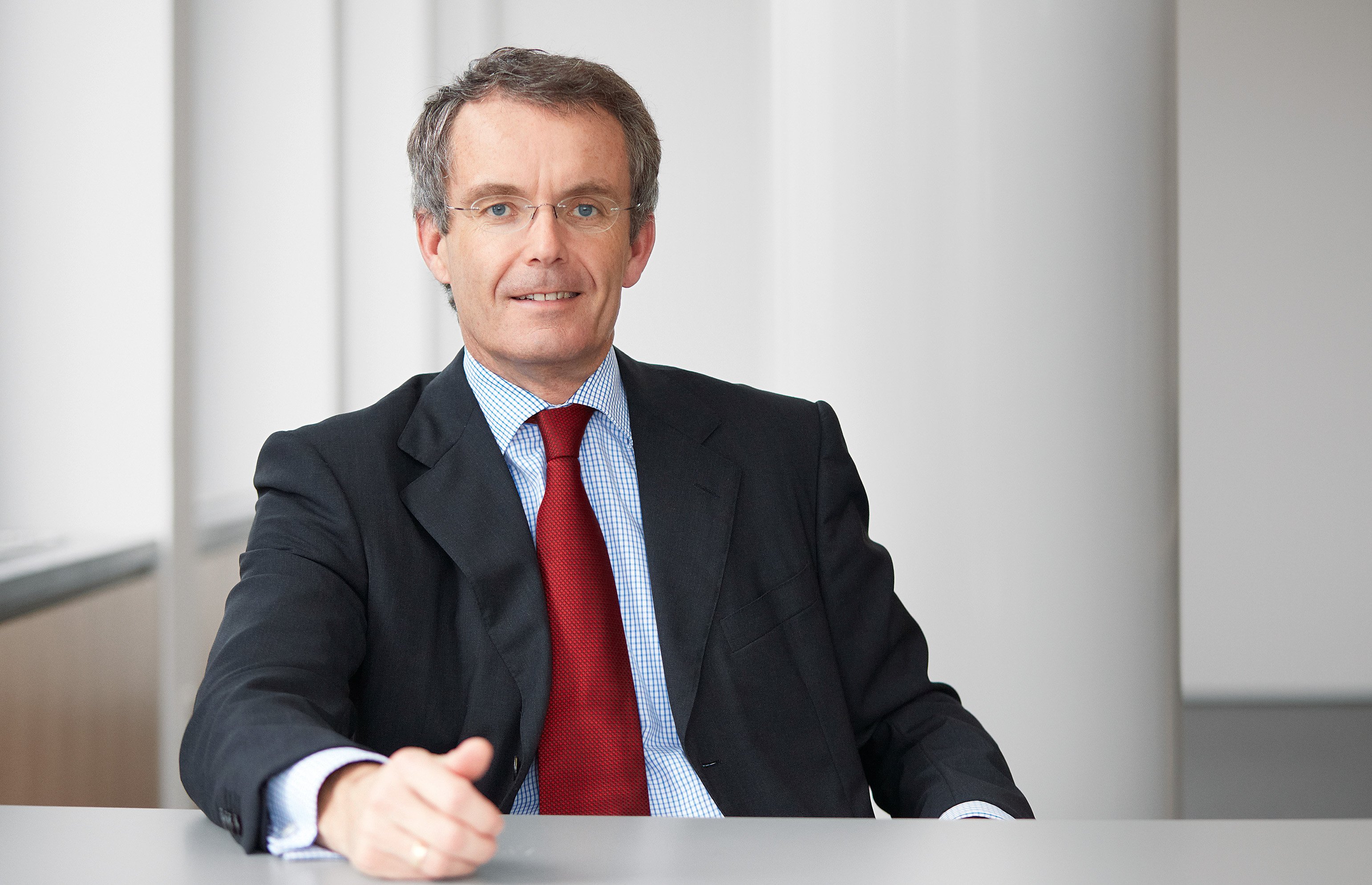
Bernd Scheifele (* 1958)

- Scheifele, Mark (* 1993), kanadischer Eishockeyspieler
- Scheifele, Max (1920–2013), deutscher Forstbeamter und Forstwissenschaftler, Leiter der Baden-Württembergischen Landesforstverwaltung (1974–1985)
- Scheifes, Johannes (1863–1936), römisch-katholischer Priester und Weihbischof in Münster
- Scheiff, Bernd (* 1959), deutscher Jurist und Richter
- Scheiff, Dieter (* 1952), deutscher Manager
- Scheiffele, Frieder (* 1979), deutscher Autor und Fernsehproduzent
- Scheiffele, Peter (* 1969), deutscher Neurobiologe und Hochschullehrer
- Scheiffelhut, Jakob († 1709), Komponist des Barock
- Scheifler, Bob (* 1954), US-amerikanischer Informatiker
- Scheifler, Peter (* 1956), deutscher Fußballspieler
- Scheifler, Tobias (* 1988), deutscher Fußballspieler

### Scheig
- Scheiger, Franz von (1891–1960), deutsch-österreichischer Diplomat
- Scheiger, Josef von (1801–1886), österreichischer Kulturhistoriker und Postbeamter

### Scheih
- Scheihing, Hermann (1890–1934), deutscher Konstrukteur und Unternehmer

### Scheik
- Scheike, Michael (* 1963), deutscher Fußballspieler und -trainer
- Scheikh Yusuf (1626–1699), indonesischer Freiheitskämpfer auf Süd-Sulawesi und Südafrika
- Scheikl, Michael (* 1989), österreichischer Naturbahnrodler
- Scheiko, Georgi (* 1989), kasachischer Geher
- Scheiko, Maxim Nikolajewitsch (* 1988), russischer Gewichtheber

### Scheil
- Scheil, Daniel (* 1973), deutscher Leichtathlet
- Scheil, Dominik (* 1989), deutscher Fußballspieler
- Scheil, Erwin (1908–1991), deutscher Politiker (SPD), MdA
- Scheil, Heinz-Günter (* 1962), deutscher Fußballspieler und -trainer
- Scheil, Jean-Vincent (1858–1940), französischer Assyriologe
- Scheil, Stefan (* 1963), deutscher Historiker
- Scheill, Josef (1784–1834), Benediktinerpater und Hochschullehrer

### Scheim
- Scheim, Fredy (1892–1957), Schweizer Schauspieler
- Scheimer, Lou (1928–2013), US-amerikanischer Filmproduzent
- Scheimpflug, Lotte (1908–1997), österreichisch-italienische Rennrodlerin
- Scheimpflug, Theodor (1865–1911), österreichischer Offizier, Entdecker der fotografischen Regel

### Schein
- Schein, Calixtus (1529–1600), Stadtsyndicus der Hansestadt Lübeck
- Schein, Edgar (1928–2023), US-amerikanischer Psychologe, Sozialwissenschaftler und Hochschullehrer
- Schein, Egon (1912–1977), deutscher Leichtathlet und Olympiateilnehmer
- Schein, Harry (1924–2006), schwedischer Autor und Kolumnist
- Schein, Herbert (* 1965), deutscher Unternehmer
- Schein, Hermann (* 1946), deutscher Theaterregisseur
- Schein, Ionel (1927–2004), französischer Architekt
- Schein, Johann Hermann (1586–1630), deutscher Komponist und LiedtexterJohann Hermann Schein (1586–1630)

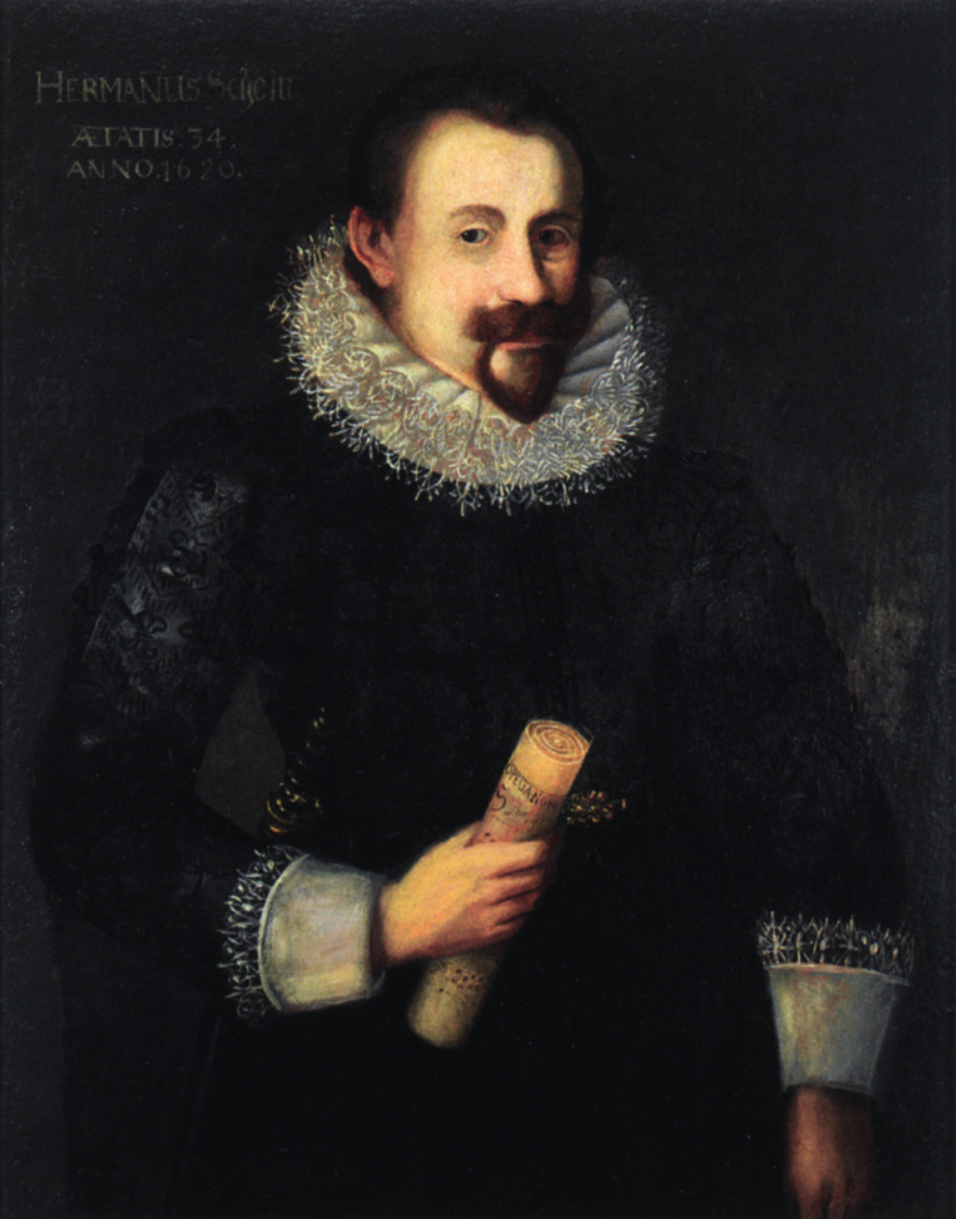
Johann Hermann Schein (1586–1630)

- Schein, Kurt (1930–1972), österreichischer Radrennfahrer
- Schein, Leopold (1873–1950), österreichischer Politiker (CSP), Abgeordneter zum Nationalrat
- Schein, Marcel (1902–1960), US-amerikanischer Physiker
- Schein, Michail Borissowitsch († 1634), russischer Heerführer
- Schein, Oleg Wassiljewitsch (* 1972), russischer Politiker (Gerechtes Russland)
- Schein, Reinhold (* 1948), deutscher Übersetzer und Autor
- Scheinast, Josef (* 1960), österreichischer Politiker (GRÜNE), Salzburger Landtagsabgeordneter
- Scheinberg, Mark (* 1973), israelisch-kanadischer Unternehmer
- Scheinberger, Felix (* 1969), deutscher Spiele- und Buchillustrator sowie Autor
- Scheindlin, Alexander Jefimowitsch (1916–2017), sowjetischer bzw. russischer Physiker und Hochschullehrer
- Scheinecker, Hermann (1946–2020), österreichischer Ordenspriester
- Scheinemann, David (1662–1702), deutscher Jurist
- Scheiner, Annette (* 1948), österreichische Fernsehmoderatorin
- Scheiner, Artuš (1863–1938), tschechischer Illustrator, Zeichner und Maler
- Scheiner, Christoph (1573–1650), deutscher Jesuit, Optiker und AstronomChristoph Scheiner (1573–1650)

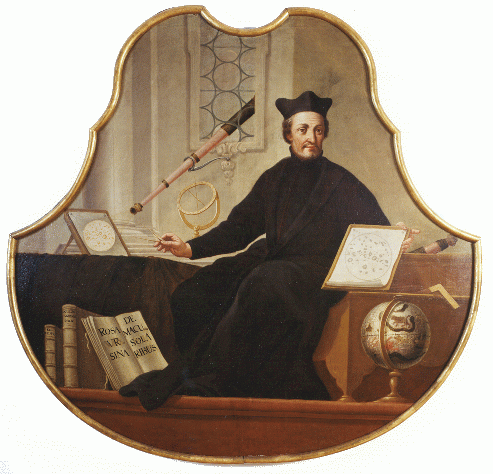
Christoph Scheiner (1573–1650)

- Scheiner, Ethan (* 1968), US-amerikanischer Politikwissenschaftler
- Scheiner, Franz (1847–1917), deutscher Verleger, Lithograf
- Scheiner, Friedrich (1923–1985), österreichischer Beamter
- Scheiner, Irwin (1931–2021), US-amerikanischer Historiker
- Scheiner, Jakob (1820–1911), deutscher Maler
- Scheiner, Jens (* 1976), deutscher Islamwissenschaftler
- Scheiner, Josef (1798–1867), römisch-katholischer Geistlicher, Theologe und Hochschullehrer
- Scheiner, Josef (1861–1932), tschechischer Jurist, Journalist und Politiker
- Scheiner, Joseph (1873–1922), russlanddeutscher römisch-katholischer Geistlicher und Märtyrer
- Scheiner, Julius (1858–1913), deutscher Astrophysiker
- Scheiner, Philipp (* 1988), deutscher Hörfunkmoderator
- Scheiner, Wilhelm (1852–1922), deutscher Kunstmaler
- Scheinert, Daniel (* 1987), US-amerikanischer Filmschauspieler, Drehbuchautor und FilmregisseurDaniel Scheinert (* 1987)

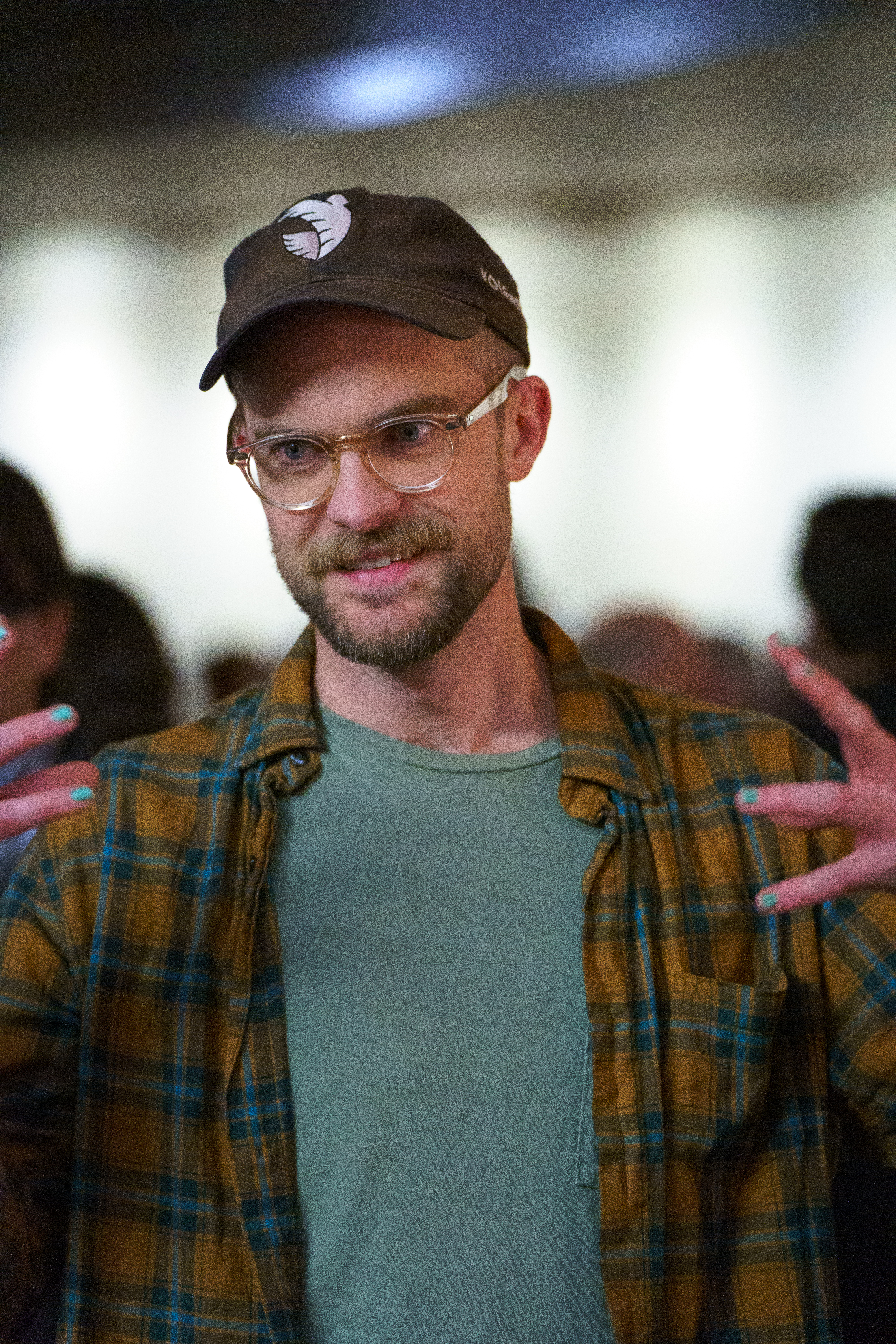
Daniel Scheinert (* 1987)

- Scheinert, Hans-Jürgen (* 1954), deutscher Fußballspieler
- Scheinert, Hugo (1873–1943), deutscher Maler und Grafiker
- Scheinfeld, Jörg (* 1970), deutscher Rechtswissenschaftler
- Scheinflug, Les (* 1938), australischer Fußballspieler und -trainer
- Scheinhardt, Daniel (* 1970), deutscher Fußballspieler
- Scheinhardt, Saliha (* 1946), türkisch-deutsche Schriftstellerin
- Scheinhardt, Willy (1892–1936), deutscher Sozialdemokrat, Gewerkschafter und Widerstandskämpfer gegen den Nationalsozialismus
- Scheinhütte, Andreas (* 1956), deutscher Gitarrist und Autor
- Scheinig, Daniel (* 1988), deutscher Fußballspieler
- Scheinig, Jorge Eduardo (* 1959), argentinischer Geistlicher, römisch-katholischer Erzbischof von Mercedes-Luján
- Scheinigg, Josef (1816–1863), Büchsenmachermeister
- Scheinin, Lew Romanowitsch (1906–1967), sowjetischer Jurist, Schriftsteller und Filmszenarist
- Scheinin, Martin (* 1954), finnischer UN-Beobachter für Menschenrechte im Kampf gegen den Terrorismus
- Scheinis, Wiktor Leonidowitsch (1931–2023), ukrainisch-russischer Historiker, Wirtschaftswissenschaftler, Staatsrechtler und Politiker
- Scheinkman, José (* 1948), brasilianischstämmiger US-amerikanischer Wirtschaftswissenschaftler und Hochschullehrer
- Scheinlein, Matthäus Friedrich (1710–1771), fränkischer Geigenbauer
- Scheinman, Andrew (* 1948), US-amerikanischer Produzent, Drehbuchautor und Regisseur
- Scheinman, Jenny (* 1979), US-amerikanische Jazz-Violinistin
- Scheinmann, Aaron (1886–1944), sowjetischer Politiker, Präsident der Zentralbank der Sowjetunion (1921–1924)
- Scheinmann, Danny (* 1966), britischer Schauspieler, Drehbuchautor, Buchautor
- Scheinost, Jan (1896–1964), tschechischer römisch-katholischer Publizist und Journalist
- Scheinost, Rudolf (1907–1978), deutscher Ingenieur und Hochschullehrer
- Scheinpflug, Bernhard (1811–1882), deutscher Pädagoge und Historiker
- Scheinpflug, Christian Gotthelf (1722–1770), deutscher Komponist und Kapellmeister
- Scheinpflug, Gustav (1867–1932), deutscher Baumeister und Politiker (DNVP)
- Scheinpflug, Gustav Friedrich (1894–1984), deutscher Architekt, Bildhauer, Maler und Designer
- Scheinpflug, Heinz (1924–2008), deutscher Politiker (SED)
- Scheinpflug, Karel (1869–1948), tschechischer Schriftsteller und Journalist
- Scheinpflug, Paul (1875–1937), deutscher Komponist und Dirigent
- Scheinpflug, Theodor (1862–1919), deutsch-baltischer Pastor
- Scheins, Carl Ludwig (1808–1879), deutscher Landschaftsmaler

### Scheip
- Scheipers, Ansgar (* 1969), deutscher politischer Beamter (parteilos) und seit Januar 2018 Regierungsvizepräsident von Münster
- Scheipers, Hermann (1913–2016), römisch-katholischer Priester, Insasse des KZ Dachau
- Scheipers, Sebastian (* 1985), deutscher Gitarrist, Komponist und Produzent

### Scheir
- Scheirich, Raimond (* 1990), deutscher Politiker (AfD)
- Scheirl, Ashley Hans (* 1956), österreichischer Konzept-, Mixed-Media und Videokünstler
- Scheirl, Michael (* 1953), österreichischer Maler der Pop Art
- Scheirlinckx, Bert (* 1974), belgischer Straßenradrennfahrer
- Scheirlinckx, Staf (* 1979), belgischer Radrennfahrer

### Scheit
- Scheit, Gerhard (* 1959), österreichischer Autor und Essayist
- Scheit, Johannes (* 1989), deutscher Schauspieler
- Scheit, Karl (1909–1993), österreichischer Gitarrist, Lautenist und MusikpädagogeKarl Scheit (1909–1993)

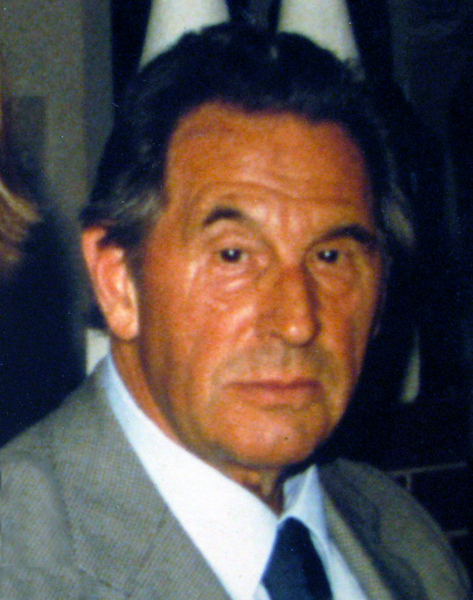
Karl Scheit (1909–1993)

- Scheit, Matthias, Bischof von Seckau
- Scheitenberger, Philipp (1811–1882), Landwirt und Kommunalpolitiker
- Scheitenberger, Thomas, deutscher Vogt und Richter
- Scheiter, Katharina (* 1974), deutsche Psychologin
- Scheitgen, Nora (* 1890), deutsche Schuldirektorin, Autorin und Übersetzerin
- Scheithauer, Bernd Walter (1946–2011), US-amerikanischer Neuropathologe
- Scheithauer, Brigitte (* 1963), deutsche Triathletin
- Scheithauer, Christian Friedrich (1771–1846), deutscher Astronom und Lehrer
- Scheithauer, Herbert (* 1970), deutscher Psychologe und Gewaltpräventionsforscher
- Scheithauer, Jens (* 1959), deutscher Badmintonspieler
- Scheithauer, Karl Friedrich (1873–1962), deutscher Stenografieerfinder, Stenograf und Schriftsteller
- Scheithauer, Lothar (1923–2008), deutscher Germanist
- Scheithauer, Manfried (* 1936), deutscher Grafiker
- Scheithauer, Rainer (1953–2005), deutscher Regelungstechniker und Professor für Nachrichtentechnik
- Scheithauer, Rena (* 1958), deutsche Badmintonspielerin
- Scheithauer, Waldemar (1864–1942), deutscher Industrieller und Generaldirektor der Weißenfelser Braunkohlen AG
- Scheithe, Erich (* 1915), deutscher Fußballspieler
- Scheithe, Helga (1941–2025), deutsche Tischtennisspielerin
- Scheitler, Dieter (* 1943), deutscher Fußballspieler
- Scheitler, Irmgard (* 1950), deutsche Germanistin
- Scheitlin, Oskar (1861–1924), Schweizer Unternehmer
- Scheitlin, Peter (1779–1848), Schweizer Theologe, Universalgelehrter und Schriftsteller
- Scheitlin, Thomas (* 1953), Schweizer Politiker (FDP)
- Scheits, Andreas († 1735), deutscher Hofmaler und Radierer
- Scheits, Matthias, deutscher Maler, Zeichner und Radierer
- Scheitz, Clemens (1899–1980), deutscher Musiker und Schauspieler
- Scheitz, Verena (* 1971), österreichische Fernsehmoderatorin, Schauspielerin und KabarettistinVerena Scheitz (* 1971)

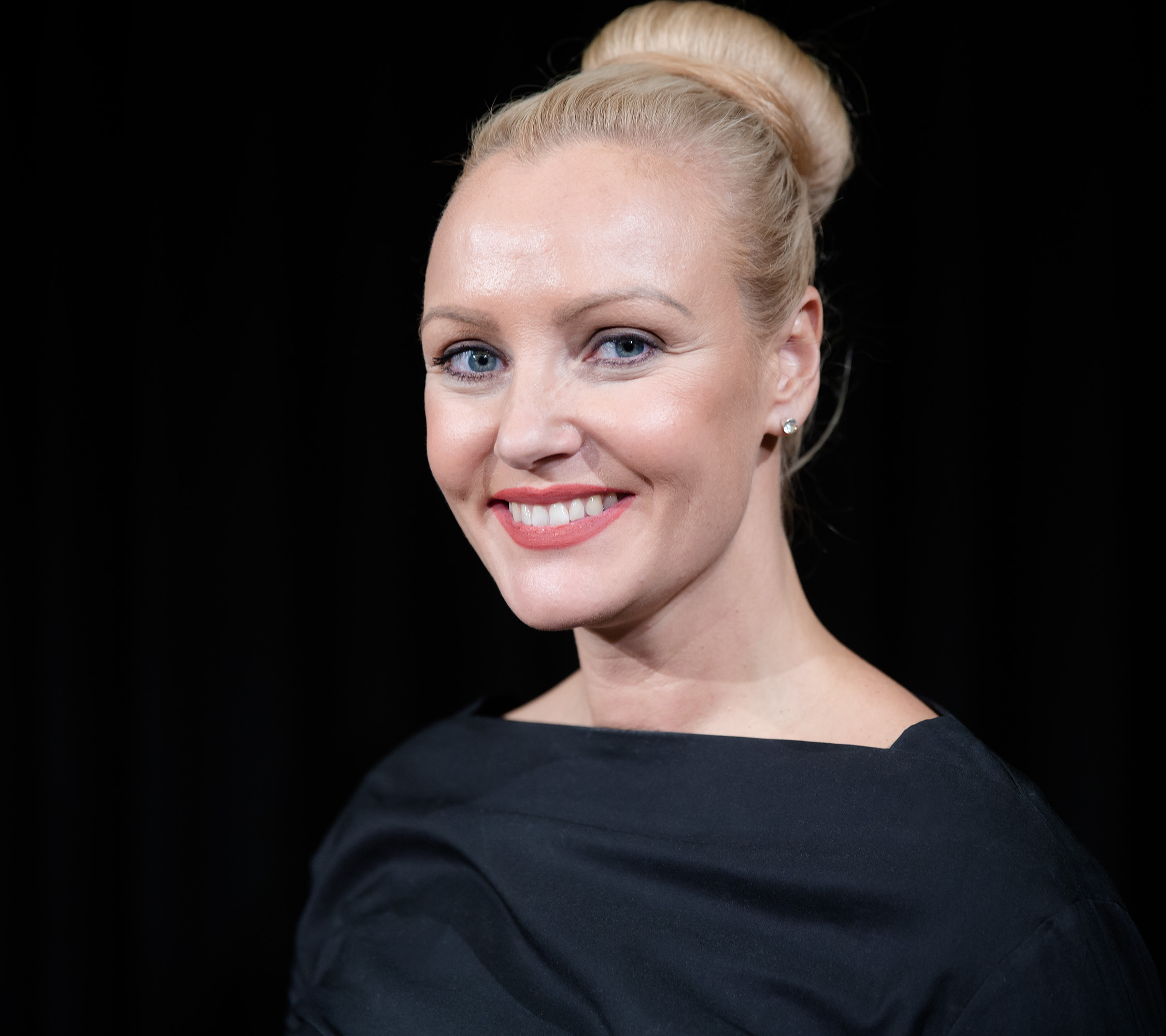
Verena Scheitz (* 1971)

- Scheitzbach, Hans-Joachim (1939–2024), deutscher Cellist

### Scheiw
- Scheiwe, Walter (1892–1971), deutscher Landschaftsmaler
- Scheiwiler, Alois (1872–1938), Schweizer Bischof
- Scheiwiler-von Schreyder, Ludomila Alexandrowna (1888–1980), Schweizer Kämpferin für das Frauenstimmrecht in der Schweiz
- Scheiwiller, Egon (1937–2023), Schweizer Radrennfahrer
- Scheiwiller, Nadja (* 1985), Schweizer Musicaldarstellerin
- Scheiwiller, Walter (1922–2018), Schweizer Fotograf